# Bulgarian Telecommunications Company
Bulgarian Telecommunications Company (BTC) (bulgariska: "Българска телекомуникационна компания" АД) är den största teleoperatören i Bulgarien.
Vivacom (bulgariska: Виваком) är ett varumärke för företaget.
Bolaget grundades 1992 i Sofia, Bulgarien och har runt 10 000 anställda. Storägare med 90 procent av aktierna i företaget är den amerikanska försäkringsjätten American International Group.